# Samsung Galaxy J6+
Samsung Galaxy J6+ — смартфон среднего ценового диапазона Android, выпущенный Samsung Electronics в 2018 году..

## Технические характеристики

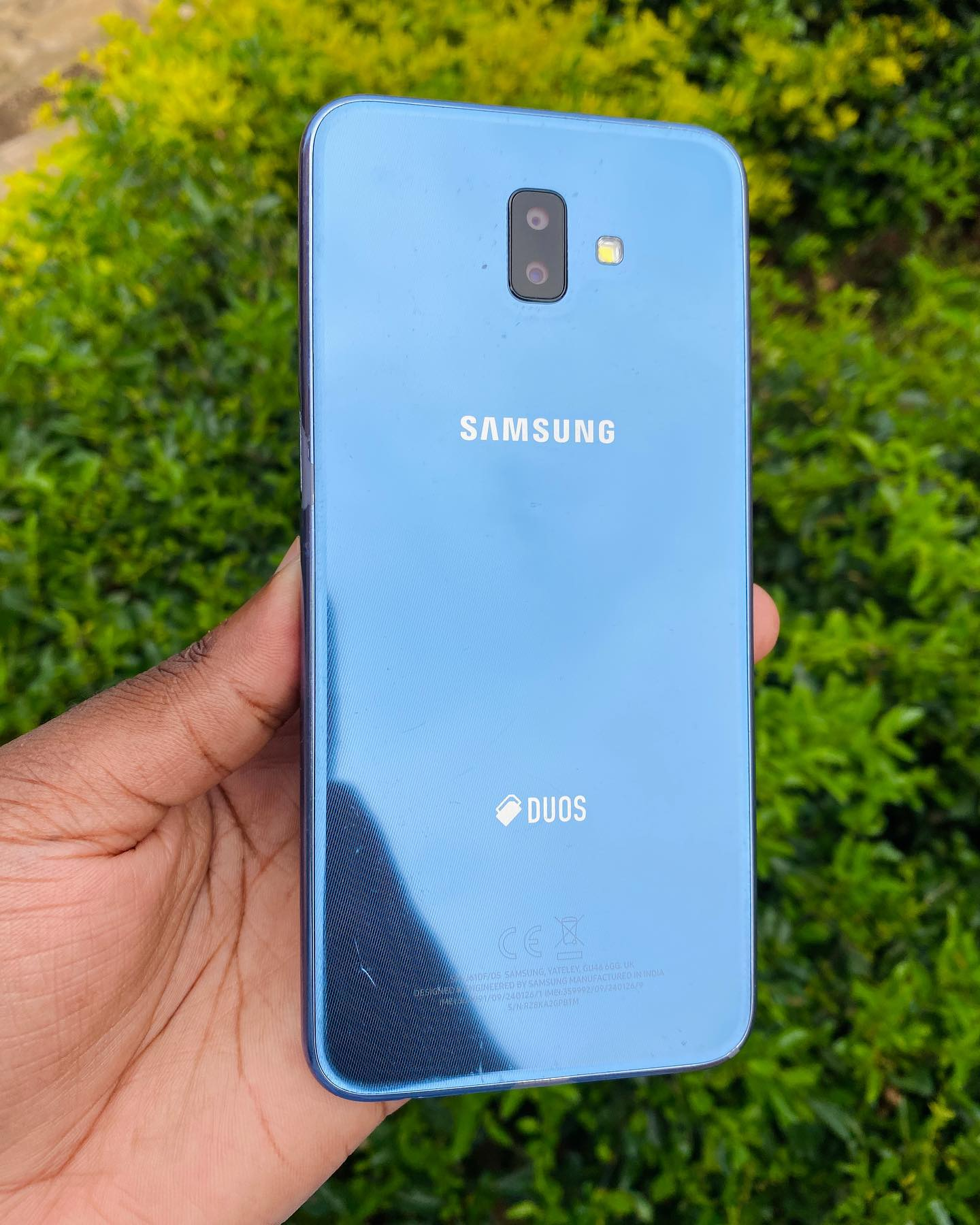
Обратная сторона Samsung galaxy J6+

### Аппаратное обеспечение
Galaxy J6+ работает на базе Qualcomm MSM8917 Snapdragon 425 (28 нм) SoC, включающий четырёхъядерный 1,4 ГГц Cortex-A53 CPU, Adreno 308 GPU с 3 или 4 ГБ RAM и 32 или 64 ГБ встроенной памяти, которую можно увеличить до 256 ГБ с помощью microSD..
Дисплей Galaxy J6+ больше, чем у других телефонов той же серии, выпущенных в 2018 году. Он имеет 6,0-дюймовый TFT LCD с разрешением HD Ready, ~73,6 % соотношением экрана к корпусу, 720x1480 пикселей, соотношением 18,5:9 и плотностью ~274 ppi. В верхней части экрана расположена передняя камера с разрешением 8 MP (F1.9). В верхней центральной части задней панели расположена двойная камера с датчиками 13 МП (f/1.7) + 5 МП (f/1.9) с живым фокусом, портретным режимом и размытием фона. На устройстве имеется считыватель отпечатков пальцев, встроенный в кнопку питания. Телефон оснащен литий-ионным несъемным аккумулятором емкостью 3300 мАч..

### Программное обеспечение
Galaxy J6+ поставляется с Android 8.1 «Oreo» и пользовательским интерфейсом Samsung Experience. В январе 2019 года стало доступно обновление до 9.0 «Pie» и One UI..